# Centrotypus javanensis
Centrotypus javanensis är en insektsart som beskrevs av Leon Fairmaire. Centrotypus javanensis ingår i släktet Centrotypus och familjen hornstritar. Inga underarter finns listade i Catalogue of Life.